# Ocotea cinnamomoides
Ocotea cinnamomoides är en lagerväxtart som först beskrevs av José Celestino Bruno Mutis och Carl Sigismund Kunth, och fick sitt nu gällande namn av André Joseph Guillaume Henri Kostermans. Ocotea cinnamomoides ingår i släktet Ocotea och familjen lagerväxter. Inga underarter finns listade i Catalogue of Life.